# Ahogbèya
Ahogbèya è un arrondissement del Benin situato nella città di Klouékanmè (dipartimento di Kouffo) con 12.246 abitanti (dato 2006).